# Kostanjev semenar
Kostanjev semenar (znanstveno ime Curculio elephas) je vrsta pravih rilčkarjev, ki velja za škodljivca na pravem kostanju (Castanea sativa).

## Opis in biologija
Odrasla samica odloži posamezno jajčece v mlad plod. Po izleganju se ličinka hrani znotraj plodu, nato se pregrize skozi lupino in pade na tla, kjer se zakoplje v zemljo in se zabubi nekaj centimetrov pod površino. V stadiju bube lahko ostane tudi več let, nato pa se odrasel hrošč prebije na površino in zleti v krošnjo gostiteljskega drevesa.
Ob hudih napadih je lahko z ličinko okuženih več kot 90% kostanjevih plodov.
Zatiranje kostanjevega semenarja je zahtevno in običajno poteka s pobiranjem odpadlih plodov, pa tudi z biološkimi sredstvi. Za ta namen se uporabljajo zajedalske glive Beauveria bassiana, med druge naravne sovražnike pa sodi tudi osa Schizoprymnus longiseta.
Poleg kostanja napada kostanjev semenar tudi plodove črničevja (Quercus ilex).